# Интеллект ашкеназских евреев
Распространено мнение о высоком интеллекте ашкеназских евреев, который часто называют «еврейским гением». Утверждается, что ашкеназские евреи (ашкеназы) в среднем имеют более высокий интеллект, чем все другие этнические группы, и поэтому часто преуспевают во многих областях. Хотя общепринято считать, что существует значительная статистическая разница в интеллекте между ашкеназами и другими этническими группами, остаётся вопрос, связано ли это различие с генетическими или какими-либо иными факторами. Поскольку отношения между человеческими расами и интеллектом, а также отношения между генетикой и еврейским происхождением неоднозначны, этот вопрос является предметом научных споров.

## Доказательства групповых различий в интеллекте
Средний показатель IQ ашкеназских евреев, согласно некоторым исследованиям, находится в диапазоне от 108 до 115, что значительно выше, чем у любой другой этнической группы в мире.
Ашкеназы добились успехов в различных академических областях, несоразмерных их небольшой численности населения, включая науку, технологии, политику и право. Так например, ашкеназские евреи получили более одной четверти премий Филдса, премий Тьюринга и наград Regeneron Science Talent Search. Ашкеназы также непропорционально представлены среди чемпионов мира по шахматам (54 %), лауреатов Национальной научной медали (37 %), американских лауреатов Нобелевской премии (29 %), и лауреатов Нобелевской премии по медицине и физиологии (42 %). Кроме того, ашкеназские евреи составляют значительную часть студентов в университетах Лиги плюща и 30 % клерков Верховного суда США. В Соединенных Штатах 31 % взрослого еврейского населения учились в аспирантуре, по сравнению с 10 % католиков и 14 % протестантов.
Ашкеназы также добились непропорционального успеха в неакадемических областях, таких как бизнес и коммерция. Согласно переписи населения Польши 1931 года, евреи составляли 9,8 % населения Польши, но контролировали 22,4 % богатства страны. Несмотря на свою небольшую численность населения, евреи-ашкеназы в Польше также владели 55 % крупных и средних коммерческих предприятий в 1938 году и доминировали в текстильной, химической, пищевой, транспортной, бумажной и строительных отраслях. В Соединенных Штатах, по данным 2014 года, 44 % еврейского населения живёт в семьях с доходом в 100 000 долларов и более по сравнению с 19 % для всего населения США.
Более прямой подход — измерение интеллекта с помощью психометрических тестов. Различные исследования дали разные результаты, но большинство из них обнаружили, что вербальный и математический интеллект ашкеназов значительно выше среднего.

## Культурные объяснения
Один из типов объяснения более высокого интеллекта у евреев-ашкеназов — это различия в культуре, которые, как правило, способствуют развитию интеллектуальных талантов.
Например, после разрушения Второго храма в 70 н. э., еврейская культура заменила акцент на ритуал акцентом на учёбу. В отличие от окружающих культур, большинство евреев, даже крестьян, учились читать и писать в детстве. Изучение Талмуда стало ключевым фактором социального статуса. Талмудическая традиция, возможно, подготовила евреев для финансовых и управленческих занятий в то время, когда эти занятия открывали новые возможности.
Акцент на учёбу появился до того, как евреи перешли от сельского хозяйства к городским занятиям. Это значит что владение письменным языком позволило евреям преуспеть в финансах и международной торговле, а не наоборот. Подобные культурные традиции продолжаются и по сей день, возможно, обеспечивая негенетическую компоненту высокого IQ современных ашкеназов и их преобладания в интеллектуальной сфере.
Другие предлагаемые культурные объяснения:
- Изучение Талмуда настолько уважалось в европейском еврейском гетто, что выдающиеся (хотя часто бедные) ученые пользовались большим спросом в качестве мужей для дочерей даже самых богатых купцов, которые могли позволить себе содержать супружеские пары. Отец, позволивший жениху посвятить себя изучению Талмуда, выполнял заповедь. Такое отношение оказывало давление отбора в пользу интеллектуальных способностей и увеличивало социальную мобильность[16][17].
- Ашкеназы (как и другие евреи) подвергались погромам и дискриминации, и поэтому им приходилось прилагать больше усилий, чтобы выжить и стать выдающимися[18].
- Подъём исламской цивилизации создал спрос на образованных специалистов с интеллектуальными навыками. Согласно Экштейну и Боттичини, между 750 и 900 годами нашей эры почти все евреи в Месопотамии и Персии оставили сельское хозяйство и переехали в большие города Аббасидского халифата, где они специализировались на более прибыльных работах, чем сельское хозяйство. Евреи имели явное преимущество в этих профессиях в результате вековой грамотности.

## Генетические объяснения
Ярким свидетельством того, что генетические факторы действительно играют роль, является разница в показателях IQ между еврейскими и нееврейскими детьми. Например, в 1954 году было обнаружено, что 24 из 28 (86 %) детей в системе государственных школ Нью-Йорка с измеренным IQ 170 или выше были евреями.
В статье 2005 года «Естественная история ашкеназского интеллекта» предполагается, что евреи-ашкеназы как группа наследуют более высокий вербальный и математический интеллект, чем у других этнических групп, из-за наследственных заболеваний и особого экономического положения ашкеназов в средние века.

### «Естественная история ашкеназского интеллекта»
«Естественная история ашкеназского интеллекта», статья Грегори Кокрана, Джейсона Харди и Генри Харпендинга 2005 года, выдвинула гипотезу о том, что уникальные условия, в которых жили ашкеназские евреи в средневековой Европе отбирали высокий вербальный и математический интеллект, но не пространственный интеллект. В их статье есть четыре основных предпосылки:
1. Современные евреи-ашкеназы имеют более высокий средний математический и вербальный IQ и необычный когнитивный профиль по сравнению с другими этническими группами, включая сефардов и восточных евреев.
2. Примерно с 800 по 1650 год нашей эры евреи-ашкеназы в Европе были в основном изолированной генетической группой. Когда евреи-ашкеназы женились на неевреях, они обычно покидали еврейскую общину; мало неевреев женились внутри еврейской общины.
3. В тот же период законы запрещали евреям-ашкеназам большинстве занятий, включая сельское хозяйство и ремесла, и вынуждали их заниматься финансами, управлением и международной торговлей. У богатых евреев в семье часто было на несколько детей больше, чем у бедных. Таким образом, предпочтение отдавалось генам когнитивных качеств, таких как вербальный и математический талант, которые делают человека успешным в тех немногих областях, где евреи могли работать; гены нерелевантных черт, таких как пространственно-зрительные способности, поддерживались меньшим давлением отбора, чем в общей популяции.
4. Сегодняшние евреи ашкеназы страдают от ряда врожденных заболеваний и мутаций чаще, чем большинство других этнических групп; включая болезнь Тея-Сакса, болезнь Гоше, синдром Блума, анемию Фанкони и мутации в BRCA1 и BRCA2. Эффекты этих мутаций группируются только в нескольких метаболических путях, наводя на мысль что они возникают из-за давления отбора, а не генетического дрейфа. Один из кластеров этих заболеваний влияет на накопление сфинголипидов, вторичным эффектом которого является усиление роста аксонов и дендритов. По крайней мере одно из заболеваний в этом кластере, торсионная дистония, как было обнаружено, коррелирует с высоким IQ. Другой кластер нарушает починку ДНК — это чрезвычайно опасная мутация, которая смертельна для гомозигот. Авторы предполагают, что эти мутации дают когнитивное преимущество гетерозиготам, уменьшая подавление роста нервной системы — выгода которая обычно не перевешивает высокие убытки, за исключением особых условий жизни средневековых ашкеназов в которых такое преимущество гетерозигот сильно вознаграждалось.

Другие ученые отнеслись к статье неоднозначно: от полного отвержения до признания того, что гипотеза может быть верной и заслуживает дальнейшего исследования.
В телеинтервью Кокран сказал: «Чтобы такое произошло, интеллект даже не обязан быть чрезвычайно наследуемым, потому что нужны только небольшие изменения в каждом поколении, а за 1000 лет сменится сорок поколений. Так что, если евреи-ашкеназы увеличат IQ всего на треть единицы за каждое поколение, этого почти наверняка будет достаточно, чтобы такой эффект произошел».

### Другие предлагаемые генетические объяснения
Религиозная норма требовала от еврейских отцов обучать своих сыновей. Высокая стоимость обучения могла подталкивать наименее способных и наименее зажиточных к добровольному обращение в другую веру. Это могло бы объяснить значительную часть сокращения численности еврейского населения в результате такого отбора. Преследование европейских евреев могло непропорционально обрушиться на людей с более низким интеллектом.

### Критика генетических объяснений
В средневековом обществе ашкеназских евреев богатство, социальный статус и род занятий в значительной степени передавались по наследству. Верно что у богатых было больше детей, чем у бедных, однако также и беднякам было трудно продвинуться по службе или перейти к новой профессии. Ведущие семьи держали свои должности веками. Без восходящей социальной мобильности гены больших способностей к расчетам или языкам, вероятно, мало повлияли бы на репродуктивный успех. Таким образом, неясно, были ли математические и словесные таланты главными факторами успеха в профессиях, которыми евреи были ограничены в то время. Социальные связи, социальная проницательность, готовность идти на риск и доступ к капиталу за счет навыков и кумовства могли сыграть не меньшую роль.
С другой стороны, исследование Грегори Кларка показало, что хотя социальная мобильность и была невысокой, но она присутствовала на протяжении всей истории, и что социальная мобильность была не ниже в предыдущие века, чем в недавнее время.
Генетические исследования показали, что большинство врожденных болезней евреев-ашкеназов возникло из-за дрейфа генов после «бутылочного горлышка» популяции, феномена, известного как эффект основателя, а не из-за давления отбора, благоприятствующего этим генам, как того требует гипотеза Кокрана. Возьмем один пример: мутация, ответственная за болезнь Тея-Сакса, возникла в VIII или IX веке, когда еврейское население ашкеназов в Европе было небольшим, незадолго до того как они распространились по Европе. Высокая частота этого заболевания среди евреев-ашкеназов сегодня может быть просто результатом того, что они не вступали в брак за пределами своей группы, а не потому, что ген болезни Тея-Сакса дает преимущество, которое более чем компенсировало бы тот факт, что болезнь обычно приводит к смерти до возраста трёх лет. Однако изучение частот и местоположений генов 21 врожденного заболевания евреев-ашкеназов показало, что шесть из них действительно являются результатом давления отбора, включая мутацию приводящую к болезни Тея-Сакса. Впрочем пока нет доказательств того, что причина этого отбора — повышение интеллекта для коммерческих навыков или что-то ещё.
Эволюционный психолог Стивен Пинкер предположил, что «наиболее очевидной проверкой генетической причины преимущества ашкеназов будет исследование перекрестного усыновления, которое измеряет IQ взрослых детей с биологическими родителями ашкеназами и приемными родителями-неевреями, и наоборот», но отметил: «Такого исследования не существует, поэтому доказательства Кокрана являются косвенными».